# Thomas Enqvist
Thomas Enqvist (* 13. březen 1974, Stockholm, Švédsko) je bývalý švédský profesionální tenista.

## Finálové účasti na turnajích ATP (27)

### Dvouhra - výhry (19)
| Č.  | Datum             | Turnaj                | Povrch  | Soupeř ve finále    | Výsledek             |
| 1.  | 18. říjen 1992    | Bolzano, Itálie       | koberec | Arnaud Boetsch      | 6-2 1-6 7-67         |
| 2.  | 29. srpen 1993    | Schenectady, USA      | tvrdý   | Brett Steven        | 4-6 6-3 7-6          |
| 3.  | 15. leden 1995    | Auckland, Nový Zéland | tvrdý   | Chuck Adams         | 6-2 6-1              |
| 4.  | 26. únor 1995     | Filadelfie, USA       | koberec | Michael Chang       | 0-6 6-4 6-0          |
| 5.  | 14. květen 1995   | Pinehurst, USA        | antuka  | Javier Frana        | 6-3 3-6 6-3          |
| 6.  | 20. srpen 1995    | Indianapolis, USA     | tvrdý   | Bernd Karbacher     | 6-4 6-3              |
| 7.  | 12. listopad 1995 | Stockholm, Švédsko    | tvrdý   | Arnaud Boetsch      | 7-5 6-4              |
| 8.  | 14. duben 1996    | Nové Dillí, Indie     | tvrdý   | Byron Black         | 6-2 7-63             |
| 9.  | 3. listopad 1996  | Paříž, Francie        | koberec | Jevgenij Kafelnikov | 6-2 6-4 7-5          |
| 10. | 10. listopad 1996 | Stockholm, Švédsko    | tvrdý   | Todd Martin         | 7-5 6-4 7-6          |
| 11. | 16. únor 1997     | Marseille, Francie    | tvrdý   | Marcelo Ríos        | 6-4 1-0 skreč        |
| 12. | 8. únor 1998      | Marseille, Francie    | tvrdý   | Jevgenij Kafelnikov | 6-4 6-1              |
| 13. | 3. květen 1998    | Mnichov, Německo      | antuka  | Andre Agassi        | 6-74 7-66 6-3        |
| 14. | 10. leden 1999    | Adelaide, Austrálie   | tvrdý   | Lleyton Hewitt      | 4-6 6-1 6-2          |
| 15. | 31. říjen 1999    | Stuttgart, Německo    | tvrdý   | Richard Krajicek    | 6-1 6-4 5-7 7-5      |
| 16. | 14. listopad 1999 | Stockholm, Švédsko    | tvrdý   | Magnus Gustafsson   | 6-3 6-4 6-2          |
| 17. | 13. srpen 2000    | Cincinnati, USA       | tvrdý   | Tim Henman          | 7-65 6-4             |
| 18. | 29. říjen 2000    | Basilej, Švýcarsko    | koberec | Roger Federer       | 6-2 4-6 7-64 1-6 6-1 |
| 19. | 17. únor 2002     | Marseille, Francie    | tvrdý   | Nicolas Escudé      | 6-74 6-3 6-1         |

### Dvouhra - prohry (7)
| Č. | Datum             | Turnaj                     | Povrch | Soupeř ve finále    | Výsledek         |
| 1. | 6. srpen 1995     | Los Angeles, USA           | tvrdý  | Michael Stich       | 7-67 6-74 2-6    |
| 2. | 27. červenec 1997 | Los Angeles, USA           | tvrdý  | Jim Courier         | 4-6 4-6          |
| 3. | 1. březen 1998    | Filadelfie, USA            | tvrdý  | Pete Sampras        | 5-7 6-73         |
| 4. | 31. leden 1999    | Australian Open, Austrálie | tvrdý  | Jevgenij Kafelnikov | 6-4 0-6 3-6 6-71 |
| 5. | 9. leden 2000     | Adelaide, Austrálie        | tvrdý  | Lleyton Hewitt      | 6-3 3-6 2-6      |
| 6. | 19. březen 2000   | Indian Wells, USA          | tvrdý  | Àlex Corretja       | 4-6 4-6 3-6      |
| 7. | 27. srpen 2000    | Long Island, USA           | tvrdý  | Magnus Norman       | 3-6 7-5 5-7      |

### Čtyřhra - výhry (1)
| Č. | Datum         | Turnaj             | Povrch | Partner        | Soupeři ve finále                | Výsledek |
| 1. | 16. únor 1997 | Marseille, Francie | tvrdý  | Magnus Larsson | Olivier Delaitre Fabrice Santoro | 6-3 6-4  |

## Davisův pohár (17)
Enqvist se zúčastnil 15 utkání v Davisově poháru, s bilancí 15-10 v dvouhře a 0-1 ve čtyřhře.